# Юй, Дженнифер
Дженнифер Юй (англ. Jennifer Yu; род. 1 февраля 2002, Итака) — американская шахматистка, гроссмейстер среди женщин (2018). Победительница чемпионата США по шахматам среди женщин (2019).

## Биография
Родившийся в Итаке, штат Нью-Йорк, Дженнифер Юй начала играть в шахматы в первом классе, посещая внеклассный шахматный кружок. После того, как в школе эти занятия по шахматам закончились, Юй захотела продолжить и попросила родителей найти тренера. В 2009 году в возрасте 7 лет она начала участвовать в шахматных турнирах. К концу 2013 года рейтинг Дженнифер Юй поднялся до 2100. В 2014 году она участвовала в юношеском чемпионате мира по шахматам в Дурбане и завоевала золотую медаль в группе девушек до 12 лет. Она была первой девушкой, сделавшей это за Соединенные Штаты за 27 лет.
Дженнифер Юй выиграла закрытый чемпионат штата Виргиния по шахматам в 2015 году, став самым молодым игроком и первой женщиной, сделавшей это. Она также трижды выигрывала Национальный турнир среди девушек, поделив первое место в 2014 и 2015 годах и выиграв чистое первое место в 2016 году. Юй играла за сборную США на командном чемпионате мира по шахматам среди женщин в 2017 году и на женской шахматной Олимпиаде в 2018 году. На олимпиаде Дженнифер Юй выиграла индивидуальную бронзовую медаль на пятой доске.
В январе 2018 года Дженнифер Юй заработала свою вторую норму международного мастера (IM) и вторую норму гроссмейстера среди женщин (WGM), разделив первое место на международном турнире шахматного центра Шарлотты с результатом 6,5 из 9.
В 2019 году Дженнифер Юй выиграла чемпионат США по шахматам среди женщин и завоевала право участвовать в Кубке мира по шахматам среди женщин. Она выиграла девять партий из одиннадцати и две сыграла вничью.
В июле 2021 года Дженнифер Юй приняла участие в Кубке мира по шахматам среди женщин в Сочи, где в 1-м туре выиграла у польской шахматистке Кляудии Кулён со счетом 2:0, а в 2-м туре проиграла казахстанской шахматистке Динаре Садуакасовой со счётом 0:2.
За успехи в турнирах ФИДЕ присвоила Дженнифер Юй звание международного мастера среди женщин (WIM) в 2016 году и международного гроссмейстера среди женщин (WGM) в 2018 году.

## Изменения рейтинга
| Графики недоступны из-за технических проблем. См. информацию на Фабрикаторе и на mediawiki.org. |